# B. Achammanahalli, Pavagada
B. Achammanahalli là một làng thuộc tehsil Pavagada, huyện Tumkur, bang Karnataka, Ấn Độ.